# Werner Buckel
Werner Buckel (Nördlingen, 18 de maio de 1920 — Karlsruhe, 3 de fevereiro de 2003) foi um físico alemão.
De 1960 até tornar-se professor emérito em 1985 foi professor ordinário e diretor do Instituto de Física da Universidade de Karlsruhe.

## Obras selecionadas
- Supraleitung: Grundlagen und Anwendungen. Weinheim: Wiley-VCH. 6., vollst. überarb. und erw. Aufl., 2004. ISBN 3527403485
- Werner Buckel, Wissenschaft in der Verantwortung – mehr als ein Ideal
- Werner Buckel, Forschen um jeden Preis?, Vortrag bei den Münsteraner Friedensgesprächen. 1985